# Systaria luangprabang
Espèce
Systaria luangprabang est une espèce d'araignées aranéomorphes de la famille des Miturgidae.

## Distribution
Cette espèce est endémique de la province de Luang Prabang au Laos,. Elle se rencontre dans la grotte Tham Kok Mu à 333 m d'altitude.

## Description
La femelle holotype mesure 9,4 mm.

## Étymologie
Son nom d'espèce lui a été donné en référence au lieu de sa découverte, la province de Luang Prabang.

## Publication originale
- Jäger, 2018 : On the genus Systaria (Araneae: Clubionidae) in Southeast Asia: new species from caves and forests. Zootaxa, no 4504(4), p. 524-544.